# Fräkensläktet
Fräkensläktet (Equisetum) är ett växtsläkte som består av 15–20 nu levande fleråriga kryptogama arter som förekommer i både tempererat och tropiskt klimat. Fräknar ingår i familjen fräkenväxter.

## Utseende och ekologi
De arter som växer i tempererade områden är oftast örtartade och vissnar ner under vintern medan tropiska arter (samt skavfräken, E. hyemale) är städsegröna. Vanligen blir fräkenväxter mellan 0,2 och 1,5 meter höga men jättefräken (E. telmateia) kan undantagsvis bli 2,5 meter och de tropiska arterna goliatfräken (E. giganteum) och E. myriochaetum kan bli 5 respektive 8 meter höga.
Arterna är ganska lika varandra och lätta att känna igen. De har en ovanjordisk örtstam, som är en stjälk med ett stort antal leder, och vid varje led en krets av fjällika blad, hopvuxna med sin bas till en ringformig tuta men med fria spetsar. Under jorden löper en långsträckt jordstam. I stjälkens topp sitter en kottelik bildning (strobilus, plural strobili), det så kallade sporaxet, bildat av ett särskilt slags blad som till formen är sköldlika med ett centralt skaft och med sporgömmena fästade på den mot axeln vända sidan. (Dessa sporgömbärande blad har en viss likhet med idegranens ståndare.) Strobili kan sitta i toppen på de vanliga skotten (som hos E. sylvaticum) eller på särskilda vårskott som saknar klorofyll (som hos E. arvense).

## Systematik
Detta släkte är det enda i familjen Equisetaceae, som i sin tur är enda familjen i ordningen Equisetales och i klassen Equisetopsida, vilken numera oftast placeras i divisionen Ormbunksväxter Pteridophyta, eftersom nyare analyser på molekylnivå visar att fräkenväxterna är släkt med ordningen Marattiales. Tidigare räknades fräkenväxterna däremot som en egen division: Equistetophyta, Arthrophyta eller Sphenophyta. Alla dessa högre grupperingar kallas på svenska för fräkenväxter. Fossil visar att det har funnits andra klasser och ordningar av fräkenväxter, framför allt under den geologiska perioden karbon. Till familjen räknas även ett antal släkten, som levde under devon- och karbonperioderna, och varav endast finns kvar mer eller mindre ofullständiga fossil; som till exempel Calamites och andra släkten, som utgjorde en del av den tidens trädvegetation.

## Bildgalleri

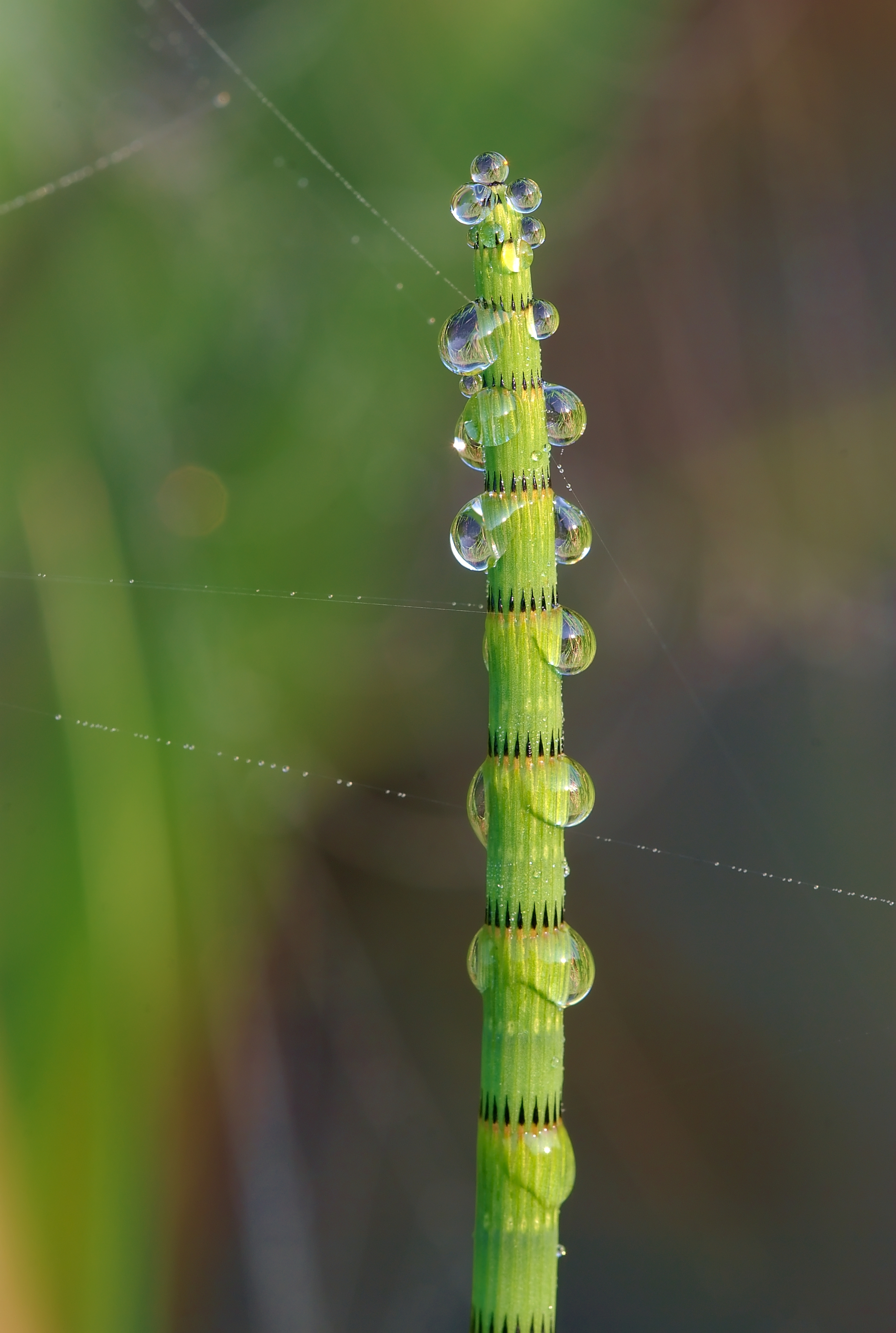
Sjöfräken, skott utan sidogrenar.
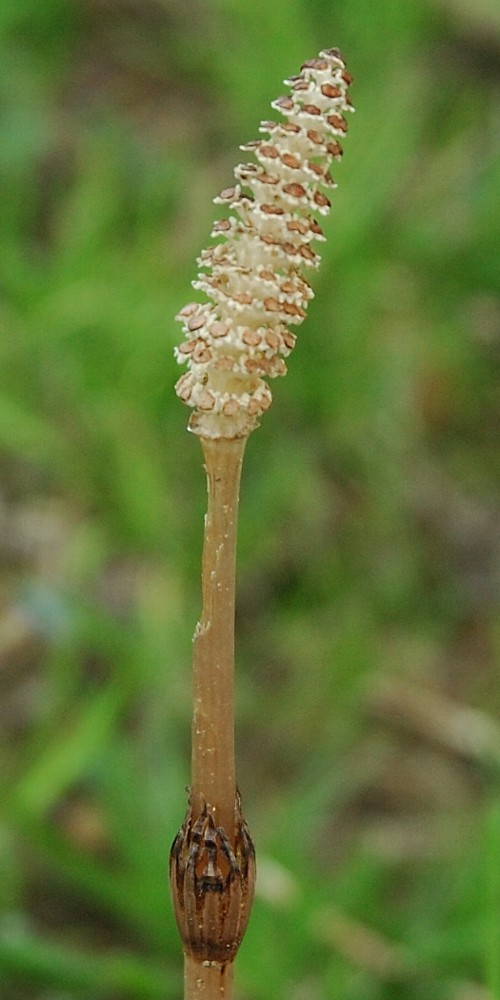
Strobilus hos åkerfräken
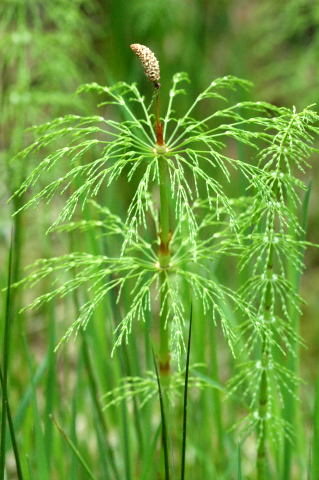
Strobilus hos skogsfräken
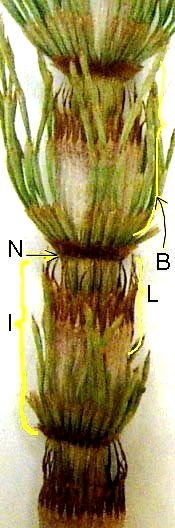
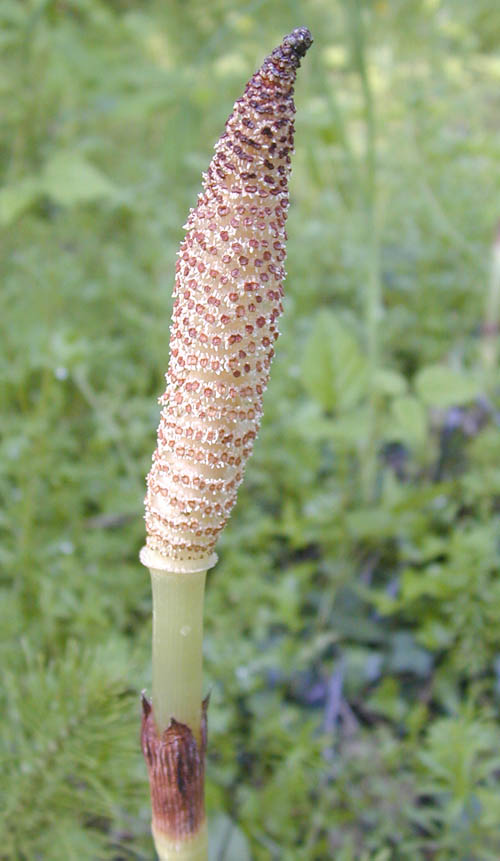
Equisetum braunii
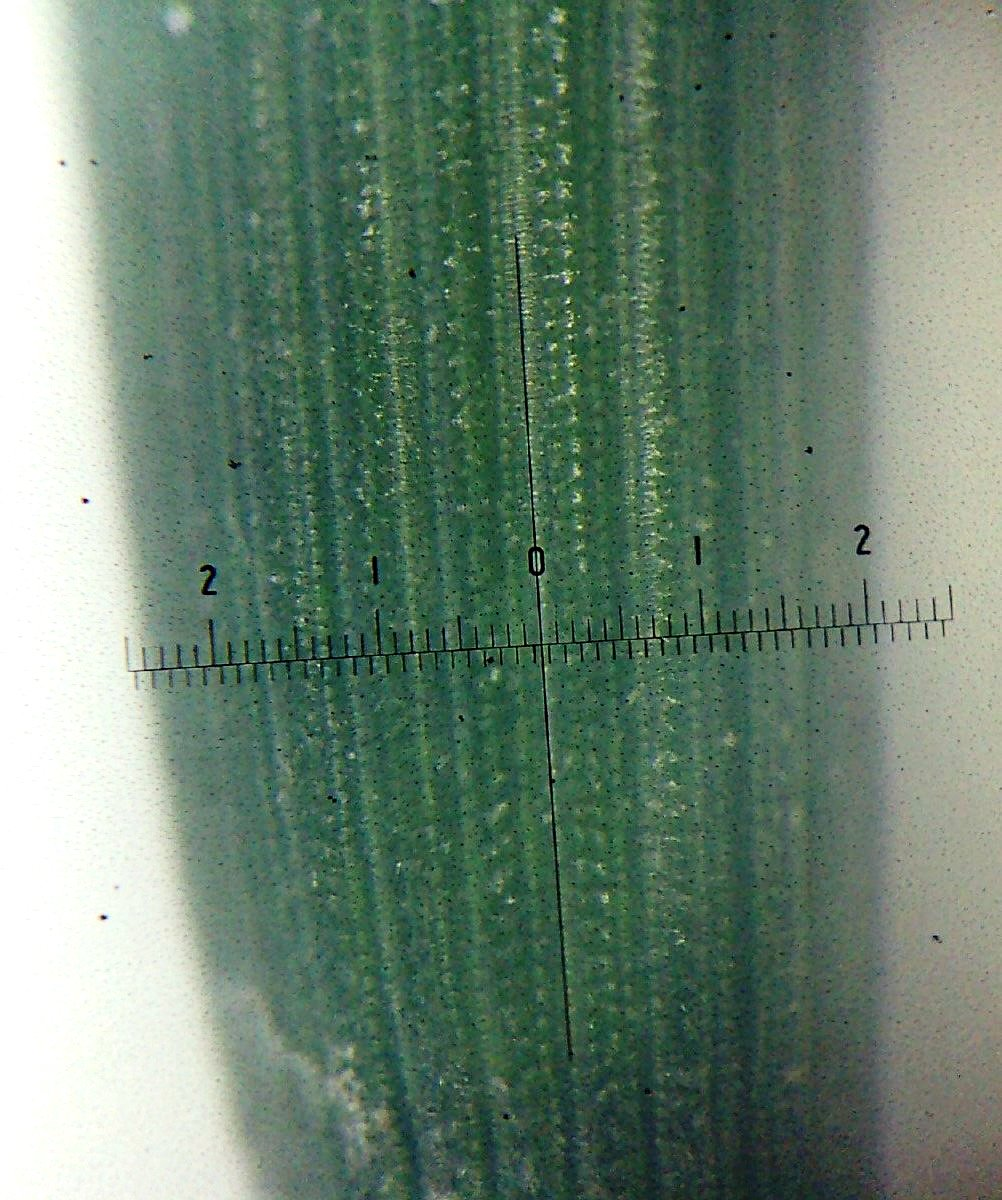
Förstoring av ett equisetumstrå De större skaldelarna är 1 mm; finindelningen 1/20 mm
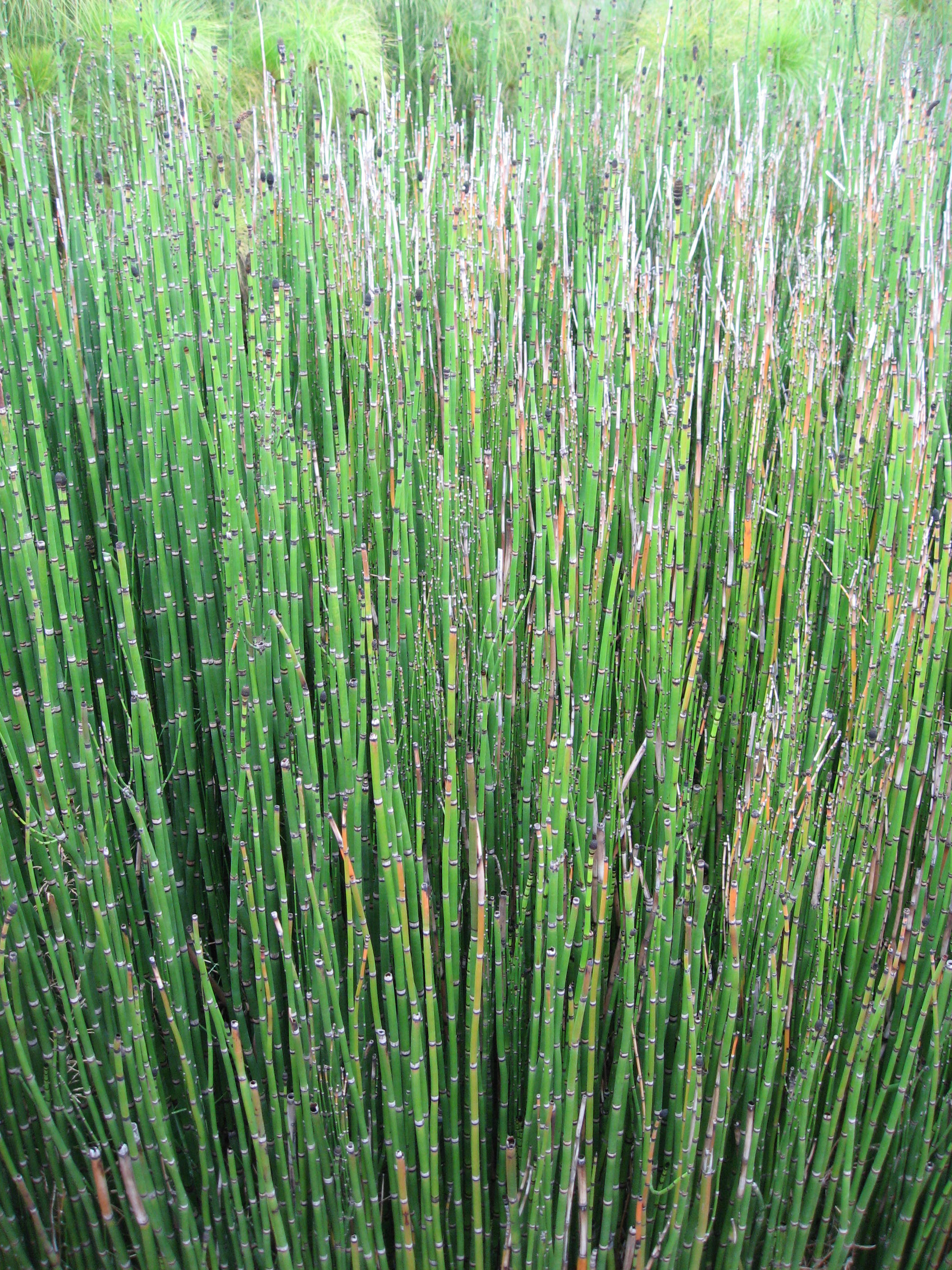
Skavfräken Equisetum hyemale
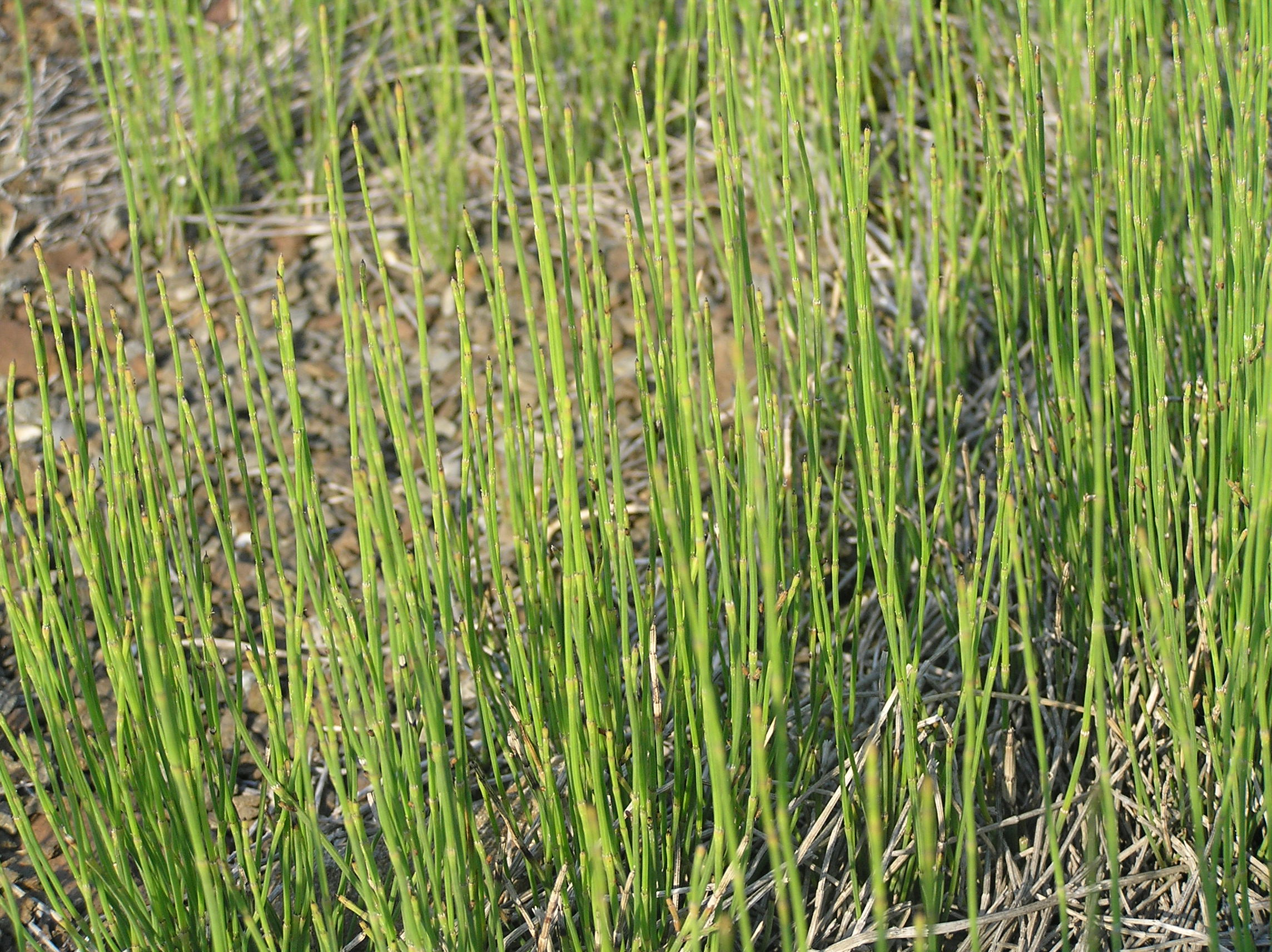
Equisetum ramosissimum
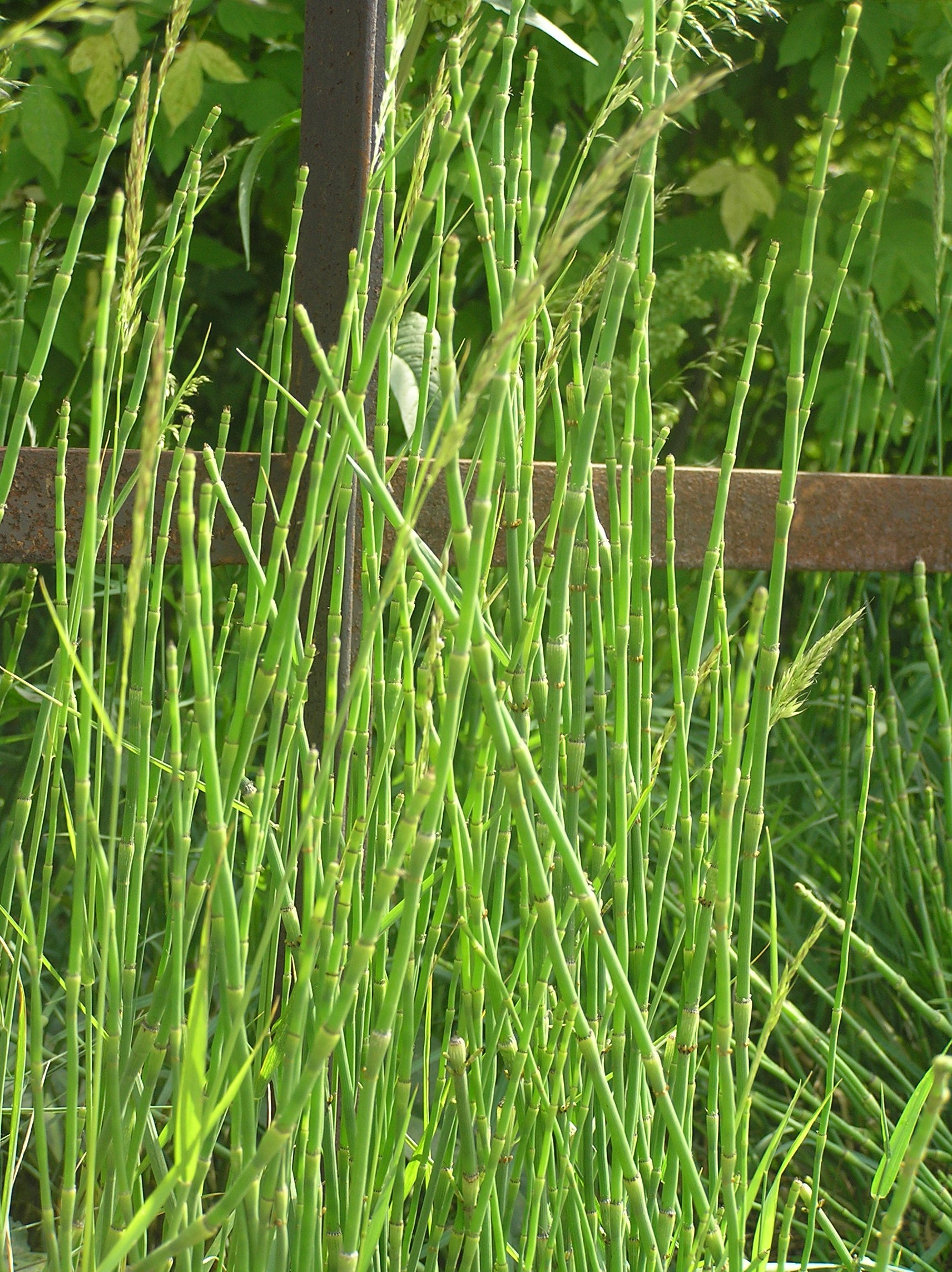
Gotlandsfräken Hybriden Equisetum × moorei Newman

## Dottertaxa till Fräkensläktet, i alfabetisk ordning[1]
- Equisetum alsaticum
- Equisetum arvense
- Equisetum ascendens
- Equisetum bogotense
- Equisetum bowmanii
- Equisetum diffusum
- Equisetum dubium
- Equisetum dycei
- Equisetum ferrissii
- Equisetum fluviatile
- Equisetum font-queri
- Equisetum geissertii
- Equisetum giganteum
- Equisetum haukeanum
- Equisetum hybridum
- Equisetum hyemale
- Equisetum laevigatum
- Equisetum litorale
- Equisetum lofotense
- Equisetum mchaffieae
- Equisetum meridionale
- Equisetum mildeanum
- Equisetum montellii
- Equisetum moorei
- Equisetum myriochaetum
- Equisetum naegelianum
- Equisetum nelsonii
- Equisetum palustre
- Equisetum pratense
- Equisetum ramosissimum
- Equisetum robertsii
- Equisetum rothmaleri
- Equisetum schaffneri
- Equisetum scirpoides
- Equisetum sergijevskianum
- Equisetum sylvaticum
- Equisetum telmateia
- Equisetum trachyodon
- Equisetum wallichianum
- Equisetum variegatum
- Equisetum willmotii

## Etymologi
Equi-setum betyder häst-hår, hästsvans. Namnet fräken kommer enligt Svenska Akademiens ordbok troligen av samma ord som fräkne (hudprick) och syftande på det brunspräckliga utseendet av särskilt de stjälkar som bär sporax (strobili)